# Ober-Mörlen
Ober-Mörlen ist eine Gemeinde in der westlichen Wetterau im hessischen Wetteraukreis.

## Geographie

### Geographische Lage
Der Ort liegt an der Usa etwa 35 Kilometer nördlich von Frankfurt am Main und grenzt an den Hochtaunuskreis. Die höchste Erhebung auf dem Gemeindegebiet ist der Winterstein. Auf dem Berg, nach dem auch die örtliche Grundschule benannt ist, befindet sich ein Aussichtsturm.

### Nachbargemeinden
Ober-Mörlen grenzt im Norden an die Stadt Butzbach, im Nordosten an die Gemeinde Rockenberg, im Osten an die Stadt Bad Nauheim, im Süden an die Stadt Friedberg (alle im Wetteraukreis) und die Gemeinde Wehrheim sowie im Westen an die Stadt Usingen (beide im Hochtaunuskreis).

### Gemeindegliederung
Die Gemeinde besteht aus den Ortsteilen Ober-Mörlen und Langenhain-Ziegenberg.
Das ehemalige Wochenendhausgebiet Maiberg sowie das Hofgut Hasselheck sind Bestandteile der Gemeinde Ober-Mörlen.

## Geschichte

### Ortsgeschichte
Die älteste bekannte schriftliche Erwähnung von Ober-Mörlen erfolgte unter dem Namen Moruller marca im Jahr 790 im Lorscher Codex, einem Güterverzeichnis des Klosters Lorsch.

Ober-Mörlen gehörte zu Kurmainz und blieb deshalb römisch-katholisch. 1803 kam der Ort zur Landgrafschaft Hessen-Darmstadt, die kurz darauf von Napoleon zum Großherzogtum Hessen erhoben wurde. 1821 wurden dort auch auf der unteren Ebene die Rechtsprechung von der Verwaltung getrennt. 
 Die bisher von den Ämtern wahrgenommenen Aufgaben wurden Landräten (zuständig für die Verwaltung) und Landgerichten (zuständig für die Rechtsprechung) übertragen. Ober-Mörlen kam so zum Landratsbezirk Butzbach, dessen Sitz 1829 nach Friedberg verlegt und der in Landratsbezirk Friedberg umbenannt wurde. Ab 1832 gehörte es zum Kreis Friedberg. Hinsichtlich der Rechtsprechung gehörte der Ort ab 1821 zum Landgericht Friedberg, ab 1843 zum Landgericht Butzbach, ab 1853 erneut zum Landgericht Friedberg, ab 1867 zum Landgericht Nauheim, ab 1879 zum Amtsgericht Nauheim und seit 1968 zum Amtsgericht Friedberg.
Zum 1. Februar 1971 wurde die bis dahin selbständige Gemeinde Langenhain, bestehend aus den Orten Langenhain und Ziegenberg, im Zuge der Gebietsreform in Hessen auf freiwilliger Basis eingemeindet.
Für den dadurch entstandenen Ortsteil Langenhain-Ziegenberg wurde ein Ortsbezirk mit Ortsbeirat und Ortsvorsteher nach der Hessischen Gemeindeordnung gebildet.

### Verwaltungsgeschichte im Überblick
Die folgende Liste zeigt die Staaten und Verwaltungseinheiten, denen Ober-Mörlen angehört(e):
- vor 1803: Heiliges Römisches Reich, Kurmainz, Oberamt Höchst und Königstein, Amt und Kellerei Vilbel und Rockenberg, Amtsvogtei Rockenberg
- ab 1803: Heiliges Römisches Reich, Landgrafschaft Hessen-Darmstadt,[Anm. 2] Oberfürstentum Hessen, Amt Rockenberg[9]
- ab 1806: Großherzogtum Hessen,[Anm. 3] Fürstentum Oberhessen, Amt Rockenberg
- ab 1815: Großherzogtum Hessen, Amt Friedberg[10]
- ab 1821: Großherzogtum Hessen, Provinz Oberhessen, Landratsbezirk Butzbach[Anm. 4]
- ab 1829: Großherzogtum Hessen, Provinz Oberhessen, Verlegung und Umbenennung in Landratsbezirk Friedberg
- ab 1832: Großherzogtum Hessen, Provinz Oberhessen, Kreis Friedberg
- ab 1848: Großherzogtum Hessen, Regierungsbezirk Friedberg
- ab 1852: Großherzogtum Hessen, Provinz Oberhessen, Kreis Friedberg
- ab 1867: Norddeutscher Bund, Großherzogtum Hessen, Provinz Oberhessen, Kreis Friedberg
- ab 1871: Deutsches Reich, Großherzogtum Hessen, Provinz Oberhessen, Kreis Friedberg
- ab 1918: Deutsches Reich, Volksstaat Hessen, Provinz Oberhessen, Kreis Friedberg
- ab 1938: Deutsches Reich, Volksstaat Hessen, Landkreis Friedberg[11][Anm. 5]
- ab 1945: Deutsches Reich, Amerikanische Besatzungszone,[Anm. 6] Groß-Hessen, Regierungsbezirk Darmstadt, Landkreis Friedberg
- ab 1946: Deutsches Reich, Amerikanische Besatzungszone, Hessen, Regierungsbezirk Darmstadt, Landkreis Friedberg
- ab 1949: Bundesrepublik Deutschland, Hessen, Regierungsbezirk Darmstadt, Landkreis Friedberg
- ab 1972: Bundesrepublik Deutschland, Hessen, Regierungsbezirk Darmstadt, Wetteraukreis

## Bevölkerung

### Einwohnerstruktur 2011
Nach den Erhebungen des Zensus 2011 lebten am Stichtag, dem 9. Mai 2011, in Ober-Mörlen 5760 Einwohner. Darunter waren 307 (5,3 %) Ausländer, von denen 113 aus dem EU-Ausland, 136 aus anderen europäischen Ländern und 58 aus anderen Staaten kamen. (Bis zum Jahr 2019 erhöhte sich die Ausländerquote auf 10,5 %.) Nach dem Lebensalter waren 966 Einwohner unter 18 Jahren, 2421 zwischen 18 und 49, 1233 zwischen 50 und 64 und 1140 Einwohner waren älter. Die Einwohner lebten in 2577 Haushalten. Davon waren 777 Singlehaushalte, 708 Paare ohne Kinder und 822 Paare mit Kindern, sowie 213 Alleinerziehende und 54 Wohngemeinschaften. In 504 Haushalten lebten ausschließlich Senioren und in 1755 Haushaltungen lebten keine Senioren.

### Einwohnerentwicklung
| Ober-Mörlen: Einwohnerzahlen von 1834 bis 2020 | Ober-Mörlen: Einwohnerzahlen von 1834 bis 2020 | Ober-Mörlen: Einwohnerzahlen von 1834 bis 2020 | Ober-Mörlen: Einwohnerzahlen von 1834 bis 2020 | Ober-Mörlen: Einwohnerzahlen von 1834 bis 2020 |
| --- | ---------------------------------------------- | ---------------------------------------------- | ---------------------------------------------- | ---------------------------------------------- |
| Jahr |                                                |                                                |                                                | Einwohner                                      |
| 1834 | 1834                                           |                                                | 1.748                                          | 1.748                                          |
| 1840 | 1840                                           |                                                | 1.801                                          | 1.801                                          |
| 1846 | 1846                                           |                                                | 1.939                                          | 1.939                                          |
| 1852 | 1852                                           |                                                | 1.954                                          | 1.954                                          |
| 1858 | 1858                                           |                                                | 1.999                                          | 1.999                                          |
| 1864 | 1864                                           |                                                | 1.955                                          | 1.955                                          |
| 1871 | 1871                                           |                                                | 1.862                                          | 1.862                                          |
| 1875 | 1875                                           |                                                | 1.860                                          | 1.860                                          |
| 1885 | 1885                                           |                                                | 1.908                                          | 1.908                                          |
| 1895 | 1895                                           |                                                | 1.965                                          | 1.965                                          |
| 1905 | 1905                                           |                                                | 2.161                                          | 2.161                                          |
| 1910 | 1910                                           |                                                | 2.196                                          | 2.196                                          |
| 1925 | 1925                                           |                                                | 2.267                                          | 2.267                                          |
| 1939 | 1939                                           |                                                | 2.291                                          | 2.291                                          |
| 1946 | 1946                                           |                                                | 3.121                                          | 3.121                                          |
| 1950 | 1950                                           |                                                | 3.289                                          | 3.289                                          |
| 1956 | 1956                                           |                                                | 3.178                                          | 3.178                                          |
| 1961 | 1961                                           |                                                | 3.297                                          | 3.297                                          |
| 1967 | 1967                                           |                                                | 3.707                                          | 3.707                                          |
| 1970 | 1970                                           |                                                | 3.676                                          | 3.676                                          |
| 1973 | 1973                                           |                                                | 4.612                                          | 4.612                                          |
| 1975 | 1975                                           |                                                | 4.809                                          | 4.809                                          |
| 1980 | 1980                                           |                                                | 5.007                                          | 5.007                                          |
| 1985 | 1985                                           |                                                | 5.003                                          | 5.003                                          |
| 1990 | 1990                                           |                                                | 5.257                                          | 5.257                                          |
| 1995 | 1995                                           |                                                | 5.730                                          | 5.730                                          |
| 2000 | 2000                                           |                                                | 5.993                                          | 5.993                                          |
| 2005 | 2005                                           |                                                | 5.986                                          | 5.986                                          |
| 2010 | 2010                                           |                                                | 5.813                                          | 5.813                                          |
| 2011 | 2011                                           |                                                | 5.760                                          | 5.760                                          |
| 2015 | 2015                                           |                                                | 5.720                                          | 5.720                                          |
| 2020 | 2020                                           |                                                | 5.760                                          | 5.760                                          |
| Datenquelle: Historisches Gemeindeverzeichnis für Hessen: Die Bevölkerung der Gemeinden 1834 bis 1967. Wiesbaden: Hessisches Statistisches Landesamt, 1968. Weitere Quellen: LAGIS; Hessisches Statistisches Informationssystem; Zensus 2011 Ab 1971 einschließlich der im Zuge der Gebietsreform in Hessen eingegliederten Orte. |                                                |                                                |                                                |                                                |

### Historische Religionszugehörigkeit
| • 1961: | 484 evangelische (= 14,68 %), 2781 katholische (= 84,34 %) Einwohner                          |
| • 1987: | 1721 evangelische (= 34,1 %), 2845 katholische (= 56,4 %), 482 sonstige (= 9,5 %) Einwohner   |
| • 2011: | 1886 evangelische (= 32,7 %), 2229 katholische (= 38,7 %), 1645 sonstige (= 28,6 %) Einwohner |

## Politik

### Gemeindevertretung
Die Kommunalwahl am 14. März 2021 lieferte folgendes Ergebnis, in Vergleich gesetzt zu früheren Kommunalwahlen:
| Sitzverteilung in der Gemeindevertretung 2021Insgesamt 31 Sitze - SPD: 8 - Grüne: 4 - FWG: 8 - CDU: 11 | Parteien und Wählergemeinschaften | Parteien und Wählergemeinschaften           | 2021  | 2021  | 2016  | 2016  | 2011  | 2011  | 2006  | 2006  | 2001  | 2001  |
| Sitzverteilung in der Gemeindevertretung 2021Insgesamt 31 Sitze - SPD: 8 - Grüne: 4 - FWG: 8 - CDU: 11 | Parteien und Wählergemeinschaften | Parteien und Wählergemeinschaften           | %     | Sitze | %     | Sitze | %     | Sitze | %     | Sitze | %     | Sitze |
| Sitzverteilung in der Gemeindevertretung 2021Insgesamt 31 Sitze - SPD: 8 - Grüne: 4 - FWG: 8 - CDU: 11 | CDU                               | Christlich Demokratische Union Deutschlands | 37,0  | 11    | 37,7  | 12    | 37,1  | 11    | 37,9  | 12    | 41,4  | 13    |
| Sitzverteilung in der Gemeindevertretung 2021Insgesamt 31 Sitze - SPD: 8 - Grüne: 4 - FWG: 8 - CDU: 11 | SPD                               | Sozialdemokratische Partei Deutschlands     | 25,8  | 8     | 29,2  | 9     | 24,8  | 8     | 32,8  | 10    | 33,0  | 10    |
| Sitzverteilung in der Gemeindevertretung 2021Insgesamt 31 Sitze - SPD: 8 - Grüne: 4 - FWG: 8 - CDU: 11 | FWG                               | Freie Wählergemeinschaft Ober-Mörlen        | 25,3  | 8     | 24,4  | 7     | 18,3  | 6     | 15,3  | 5     | 13,4  | 4     |
| Sitzverteilung in der Gemeindevertretung 2021Insgesamt 31 Sitze - SPD: 8 - Grüne: 4 - FWG: 8 - CDU: 11 | Grüne                             | Bündnis 90/Die Grünen                       | 11,9  | 4     | 8,7   | 3     | 13,9  | 4     | 6,4   | 2     | 7,3   | 2     |
| Sitzverteilung in der Gemeindevertretung 2021Insgesamt 31 Sitze - SPD: 8 - Grüne: 4 - FWG: 8 - CDU: 11 | FDP                               | Freie Demokratische Partei                  | —     | —     | —     | —     | 6,0   | 2     | 5,7   | 2     | 5,0   | 2     |
| Sitzverteilung in der Gemeindevertretung 2021Insgesamt 31 Sitze - SPD: 8 - Grüne: 4 - FWG: 8 - CDU: 11 | NPD                               | Nationaldemokratische Partei Deutschlands   | —     | —     | —     | —     | —     | —     | 1,8   | 0     | —     | —     |
| Sitzverteilung in der Gemeindevertretung 2021Insgesamt 31 Sitze - SPD: 8 - Grüne: 4 - FWG: 8 - CDU: 11 | Gesamt                            | Gesamt                                      | 100,0 | 31    | 100,0 | 31    | 100,0 | 31    | 100,0 | 31    | 100,0 | 31    |
| Sitzverteilung in der Gemeindevertretung 2021Insgesamt 31 Sitze - SPD: 8 - Grüne: 4 - FWG: 8 - CDU: 11 | Wahlbeteiligung in %              | Wahlbeteiligung in %                        | 59,9  | 59,9  | 53,9  | 53,9  | 49,7  | 49,7  | 53,0  | 53,0  | 50,6  | 50,6  |

### Bürgermeister
Nach der hessischen Kommunalverfassung wird der Bürgermeister für eine sechsjährige Amtszeit gewählt, seit dem Jahr 1993 in einer Direktwahl, und ist Vorsitzender des Gemeindevorstands, dem in der Gemeinde Ober-Mörlen neben dem Bürgermeister ehrenamtlich ein Erster Beigeordneter und vier weitere Beigeordnete angehören. Bürgermeister ist seit dem 1. Oktober 2024 Mario Sprengel (SPD), der in der Kommunalpolitik zuletzt Vorsitzender der Gemeindevertretung war. Er wurde als Nachfolger von Kristina Paulenz (SPD), die nach einer Amtszeit nicht wieder zur Wahl antrat, am 23. Juni 2024 in einer Stichwahl bei 58,2 Prozent Wahlbeteiligung mit 65,9 Prozent der Stimmen gewählt.
Amtszeiten der Bürgermeister
- 2024–2030 Mario Sprengel (SPD)[21]
- 2018–2024 Kristina Paulenz (SPD)[22]
- 2012–2018 Jörg Wetzstein (CDU)[25]
- 2000–2012 Sigbert Steffens
- 1992–2000 Erika Schäfer (SPD)[26]
- 1986–1992 Karl Heinz Burk (1930–2023)[27]

| Jahr           | Wahlbeteili- gung in % | Kandidaten            | Partei | Stimmen in % |
| -------------- | ---------------------- | --------------------- | ------ | ------------ |
| 2024 Stichwahl | 58,2                   | Mario Sprengel        | SPD    | 65,9         |
| 2024 Stichwahl | 58,2                   | Maria Keller          | CDU    | 34,1         |
| 2018           | 57,3                   | Kristina Paulenz      | SPD    | 60,9         |
| 2018           | 57,3                   | Matthias Heil         | CDU    | 39,1         |
| 2012           | 61,3                   | Jörg Wetzstein        | CDU    | 50,7         |
| 2012           | 61,3                   | Joachim Reimertshofer | SPD    | 24,3         |
| 2012           | 61,3                   | Jan Wölfl             | FWG    | 25,1         |
| 2006           | 52,9                   | Sigbert Steffens      |        | 83,5         |
| 2000           | 43,7                   | Sigbert Steffens      |        | 87,4         |
| 1997 Stichwahl | 68,3                   | Erika Schäfer         | SPD    | 50,3         |
| 1997 Stichwahl | 68,3                   | Sigbert Steffens      |        | 49,7         |
| 1997           | 69,2                   | Erika Schäfer         | SPD    | 49,2         |
| 1997           | 69,2                   | Sigbert Steffens      |        | 29,3         |
| 1997           | 69,2                   | Thomas Senger         | CDU    | 16,9         |
| 1997           | 69,2                   | Harald Stipp-Lass     | Grüne  | 04,5         |

### Wappen
Das alte Wappen wurde nach einem Gerichtssiegel von 1716 gestaltet. Es wird als redendes Wappen bezeichnet. Es zeigt in der oberen Hälfte die roten Sparren der Herren von Eppstein, belegt mit einem roten Kurmainzer Rad (Kurfürstentum Mainz) und unten einen rechtsgewendeten Kopf eines Mohren.
Am 17. Juli 1967 wurde der Gemeinde Ober-Mörlen im damaligen Landkreis Friedberg ein Wappen mit folgender Blasonierung verliehen: In Silber über drei roten Sparren je ein rechtsgewendeter Mohrenkopf, im Schildfuß ein rotes sechsspeichiges Mainzer Rad. Die Verleihung erfolgte im Zuge der hessischen Wappenreform, in der alle Wappen die typische Schildform erhielten. Hierbei wurden die bereits erwähnten Wappenfiguren beibehalten, der Mohrenkopf wurde aus gestalterischen Gründen verdoppelt und in der oberen rechten und linken Ecke platziert.

## Kultur und Sehenswürdigkeiten

### Bauwerke

#### Schloss Ober-Mörlen
Ehemaliges Schloss, das heute als Rathaus und Veranstaltungsort genutzt wird.

#### Katholische Marienkapelle

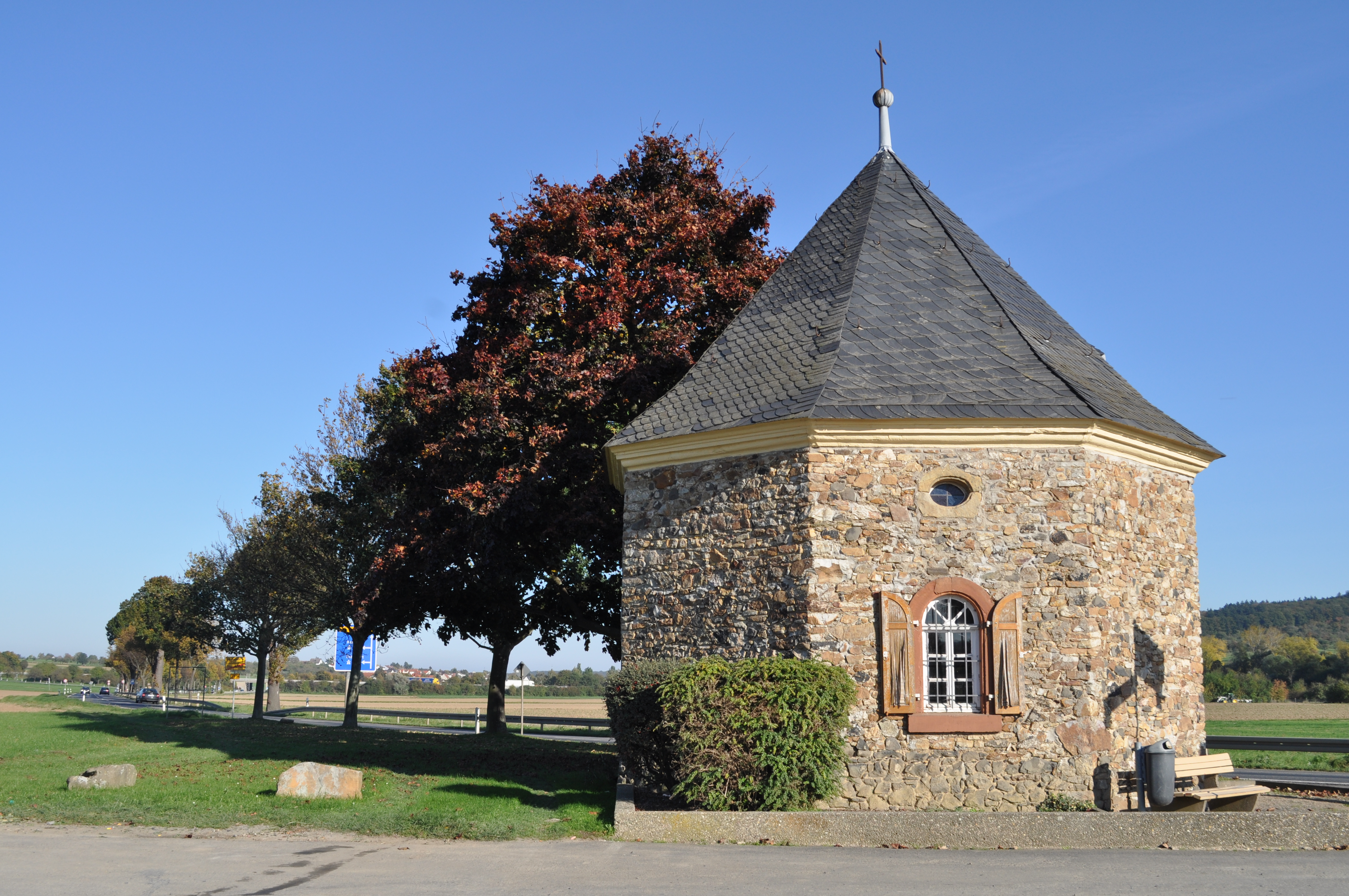
Katholische Marienkapelle

Außerhalb des Ortes, an der B 275 von Bad Nauheim kommend rechts, liegt die katholische Marienkapelle. Der eingeschossige Achteckbau mit spitzem Zeltdach wurde Anfang des 18. Jahrhunderts erbaut. Er und das vor der Kapelle stehende Wegekreuz kennzeichneten einen historisch bedeutsamen Verkehrsknotenpunkt. 2009 wurde die Kapelle saniert. Im selben Jahr erhielt sie ein geschnitztes Marienbild.

#### Katholische Pfarrkirche St. Remigius

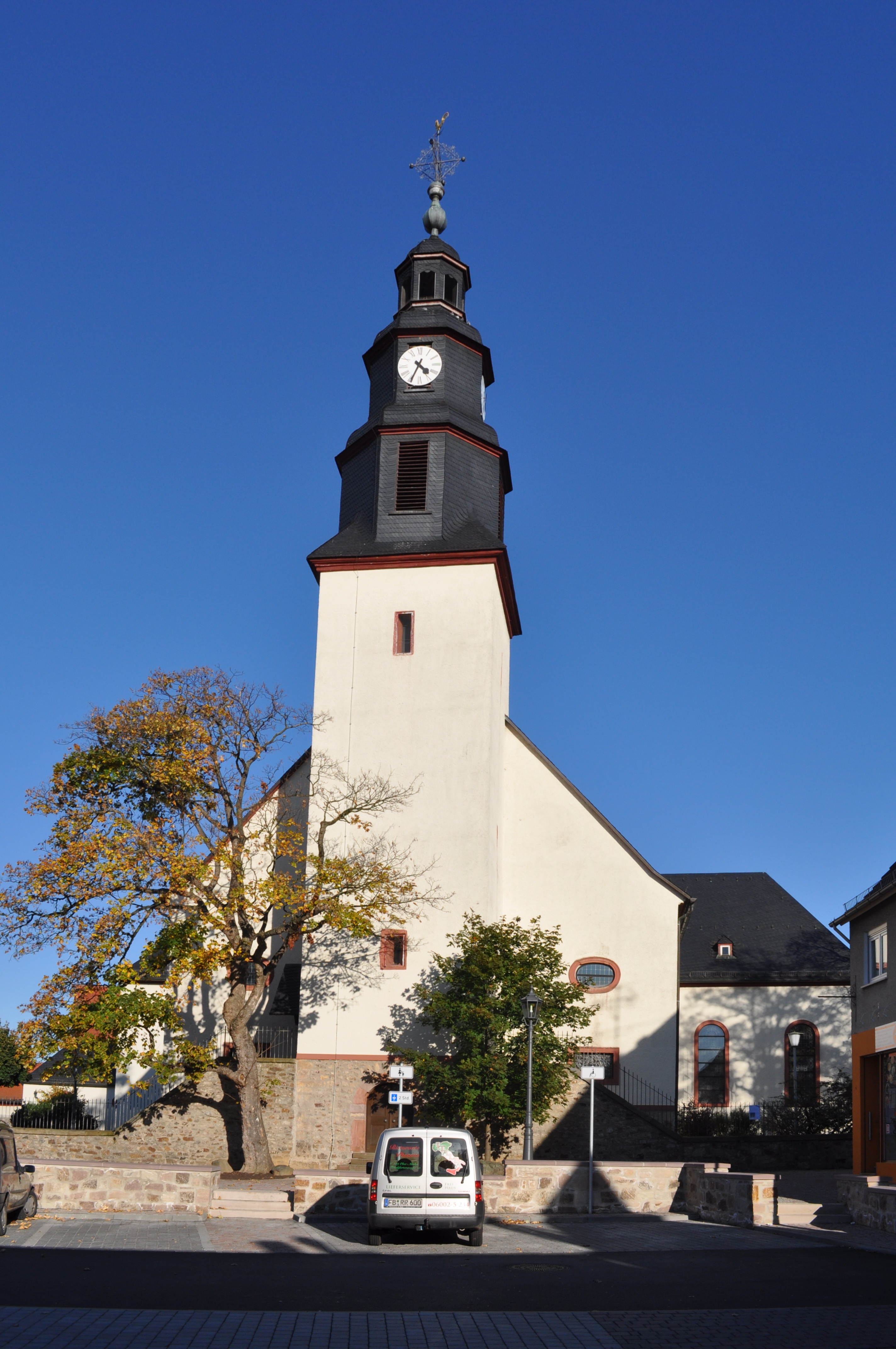
Katholische Pfarrkirche St. Remigius

In einer Urkunde vom 19. Oktober 1213 wird erstmals eine Kirche in Ober-Mörlen erwähnt. Darin bestätigt König Friedrich II. die Übertragung der Hälfte des Patronats der Kirche von (Ober-)Mörlen durch König Philipp an die Deutschordensherren. Im Jahre 1220 erhielt der Deutsche Orden auch die andere Hälfte von Heinrich von Ysenburg und Euphemia, der Gräfin von Cleeberg. Bis 1814 stellte der Deutsche Orden nahezu alle Pfarrer des Ortes.
Die alte Kirche wurde 1591 durch durchziehende anhaltische Truppen in Brand gesteckt und zerstört und 1607 wieder aufgebaut. Ober-Mörlen war auch nach der Reformation ein katholischer Ort geblieben.
Am 27. Juli 1716 wurde der Ort durch einen Großbrand nahezu vollständig zerstört. Auch die Kirche wurde ein Raub der Flammen. Von 1716 bis 1728 wurde die heutige Kirche neu erbaut und 1728 durch den Mainzer Weihbischof Caspar Adolph Schnernauer geweiht. Die Kirche war ein Saalbau, der den im Unterbau noch mittelalterlichen Westturm des Vorgängerbaus einschloss. Der gestaffelte Haubenhelm des Turms stammt von 1723.
Um dem Zuwachs der Einwohnerschaft Rechnung zu tragen, wurde die Kirche 1929 nach einem Entwurf des Mainzer Dombaumeisters Professor Ludwig Becker zu einer kreuzförmigen Kirche mit neuem Querschiff und neuem Chor mit Sakristeianbau erweitert.
Am Tag des Kirchenpatrons des Remigius von Reims 1929 wurde die Kirche durch den Mainzer Bischof Ludwig Maria Hugo geweiht.
Im Langhaus ist die barocke Stuckierung teilweise noch erhalten. Die Altäre aus der Zeit des Kirchenneubaus von 1716 bis 1728 befinden sich jetzt in den Seitenschiffen, der Hochaltar im Chor stammt aus dem Jahr 1861. Der noch von einer Bruchsteinmauer umgebene Kirchhof wurde bis Mitte des 19. Jahrhunderts als Friedhof genutzt. Auf der Westseite des Kirchhofes befindet sich ein Gefallenendenkmal für die Ober-Mörler Gefallenen des Deutsch-Französischen Krieges 1870/71 und ein Prozessionskreuz aus dem Jahr 1752.

#### Evangelische Gustav-Adolf-Kapelle

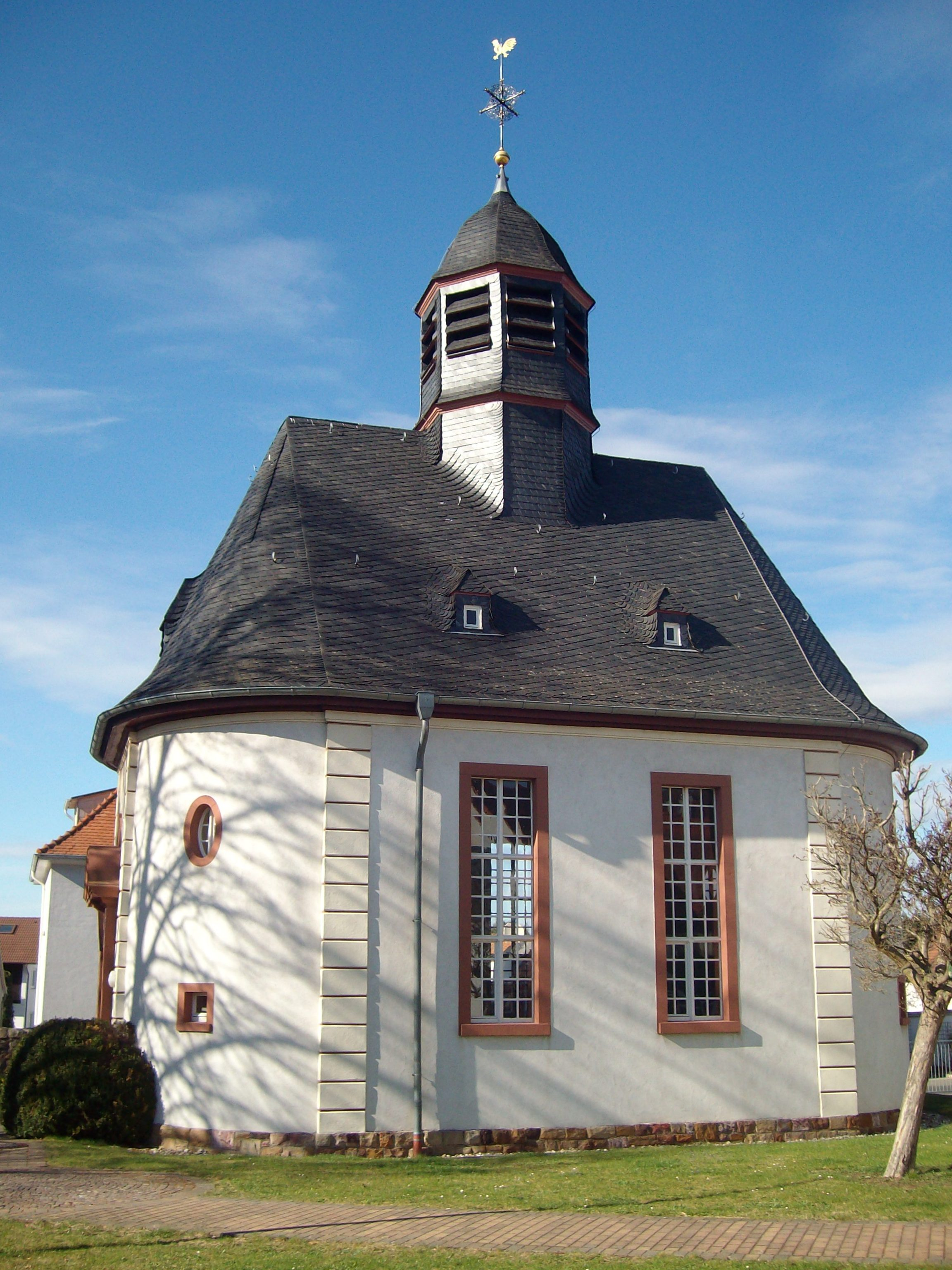
Gustav-Adolf-Kapelle

Auch wenn Ober-Mörlen überwiegend katholisch war, stieg im 19. Jahrhundert die Zahl der Protestanten an und es gab schon vor dem Ersten Weltkrieg erste Überlegungen für eine protestantische Kirche. Die Gustav Adolf Kapelle, benannt nach dem ehemaligen Schwedenkönig Gustav Adolf, wurde südöstlich vor der geschlossenen Ortslage in den Jahren 1925/26 erbaut. Am 13. Mai 1926 wurde die Kirche geweiht.
Die Pläne für die Kirche stammten vom Architekten und Denkmalpfleger Heinrich Walbe. Er entwarf eine neobarocke Kapelle mit abgerundeten Ecken, Walmdach und Dachreiter in Firstmitte als augenfälligste Kennzeichen.
Die Kirche wurde 1991/92 außen und innen restauriert und bekam einen neuen Altar sowie eine neue Kanzel. Das angrenzende evangelische Gemeindehaus wurde 1992 eingeweiht und heißt seit dem 2. August 2000 „Albert-Schweitzer-Haus“.

#### Villa Stoll
Die biedermeierliche Villa an der Usa-Brücke wurde in den 1920er Jahren von der Arztfamilie Stoll erbaut und steht unter Denkmalschutz.

#### Weitere Kulturdenkmäler

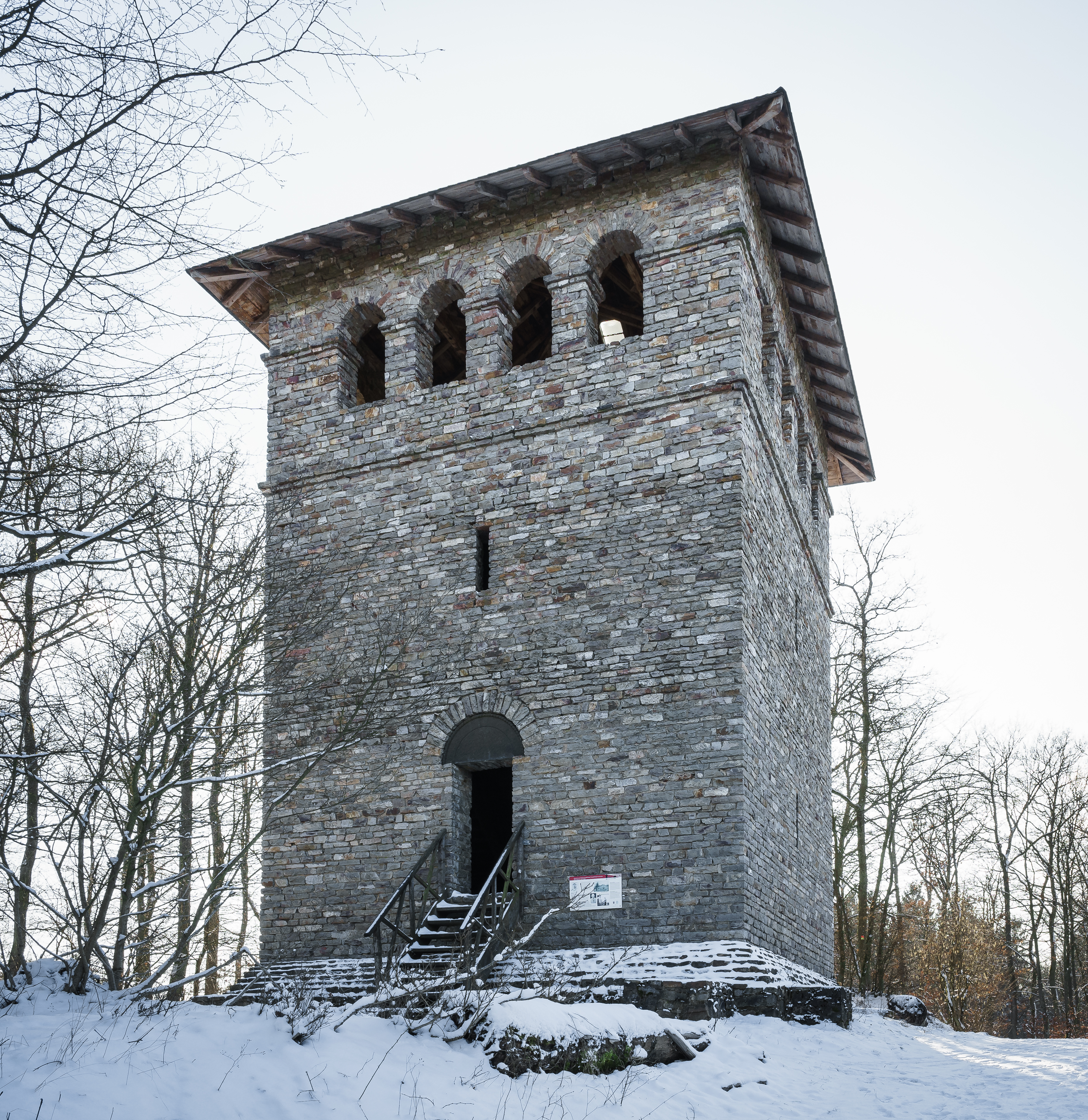
Römerturm am Limes

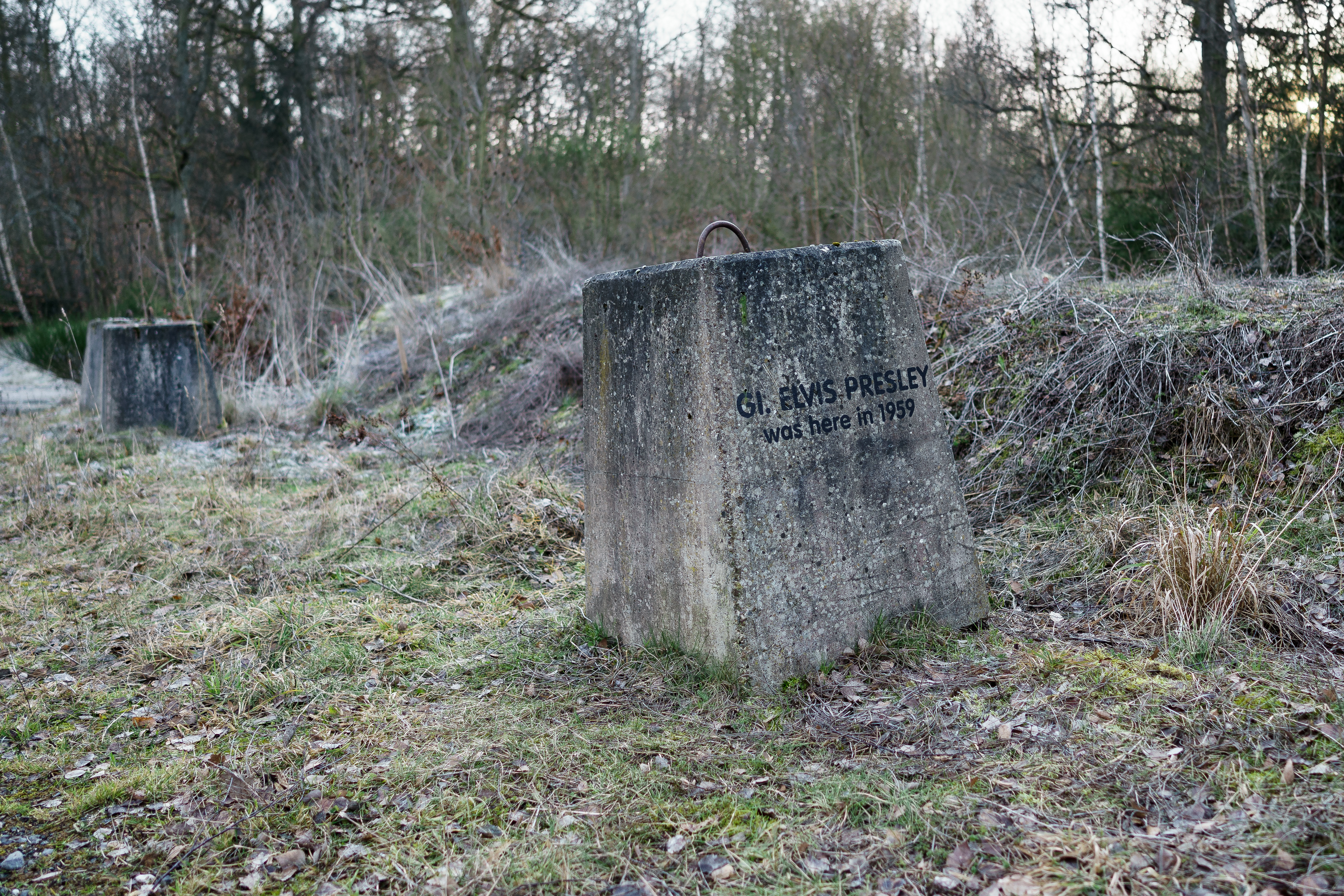
Elvis-Presley-Memorial am ehemaligen US-Panzerplatz Eichkopf bei Ober-Mörlen

### Regelmäßige Veranstaltungen
Überregional bekannt ist die Ober-Mörler Fassenacht, die von den beiden Karnevalsvereinen (1. KG „Mörlau“ und Mörlauer Carneval Club) gepflegt wird, und die Figur des Mohren von Mörlau. Das Freizeitangebot der Gemeinde wird durch rund 60 verschiedene Vereine aus unterschiedlichen Betätigungsfeldern realisiert.

## Wirtschaft und Infrastruktur

### Wirtschaftsstruktur
Ursprünglich landwirtschaftlich geprägt, erfährt die Gemeinde durch die günstige Lage zum Rhein-Main-Gebiet einen Wandel hin zum Standort von Zulieferindustrie. Die Deutschlandzentrale von Manitou befindet sich in Ober-Mörlen. Weiterhin sind in Ober-Mörlen Haase Food sowie Bechtle in Langenhain-Ziegenberg vertreten.

### Verkehr
Verkehrstechnisch erschlossen ist die Gemeinde durch die Bundesstraße 275 und die Autobahn A 5 mit der Anschlussstelle Ober-Mörlen. Seit rund 35 Jahren geplant ist eine Ortsumgehung. Die neueste Variante sieht nun vor, die Gemeinde südlich zu umgehen. Dies würde bedeuten, dass die neue B 275a die bisherige Trasse westlich (in Höhe des Maiberges) der Gemeinde nach Süden verlassen, die A 5 queren, danach parallel, östlich der A 5 in Höhe der Anschlussstelle Ober-Mörlen zur alten Trasse zurückführen würde.
Außerdem besteht unter anderem die Planung, die Umgehung mit der im Juli 2009 eröffneten Ortsumgehung Friedberg (B 3) zu verbinden. Dann würde in Höhe der Autobahnraststätte „Wetterau“ eine neue Anschlussstelle entstehen.
Südöstlich der Gemeinde liegt der Flugplatz Ober-Mörlen, auf dem Segelflugzeuge, Motorflugzeuge und Hubschrauber nach vorheriger Genehmigung starten und landen dürfen. Auf dem Flugplatz ist der Aeroclub Bad Nauheim e. V. zu Hause.

## Persönlichkeiten

### Söhne und Töchter des Ortes
- Max König (1854–1921), Politiker
- Johann Schweitzer (1874–1953), Mitglied des Provinziallandtages der Provinz Hessen-Nassau
- Kurt Rupp (1939–2013), Heimatforscher
- Vera Rupp (* 1958), Archäologin
- Jakob Schmidt (1871–1964), Kirchenhistoriker, Autor, Offizial und Professor
- Karlheinz Schweitzer (1954–2021), Schriftsteller, Fotokünstler und literarischer Übersetzer
- Werner Stoll (1905–1983), Arzt, erster Ehrenbürger Ober-Mörlens, Namenspatron der Dr.-Werner-Stoll-Straße, wohnte in der Villa Stoll.

### Mit dem Ort verbunden
- Adolf Adam (1912–2005), war Kaplan in Ober-Mörlen
- Dieter Scheibel (* 1950), Grafiker und Maler, lebt in Ober-Mörlen
- Johannes Heil (* 1978), Musikproduzent, wohnt in Ober-Mörlen
- Mario Fernandes (* 1991), Handballspieler, lebte in Ober-Mörlen